# کارگووینو
کارگووینو (به لاتین: Kargovino) یک منطقهٔ مسکونی در روسیه است که در استان آرخانگلسک واقع شده‌است.